# Arnór Guðjohnsen

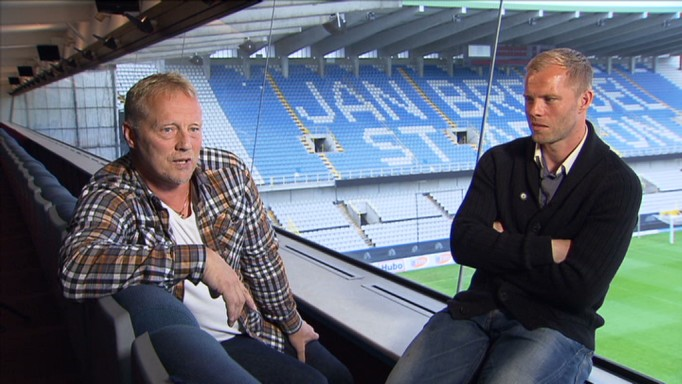
Arnór, junto a su hijo Eiður.

Arnór Guðjohnsen, (Reikiavik, Islandia, 30 de abril de 1961) es un ex-futbolista islandés. Jugaba de delantero. Fue capitán de la Selección de fútbol de Islandia y es famoso por haber jugado en el Anderlecht y por ser el padre del también delantero islandés Eiður Smári Guðjohnsen.
Arnór jugó en los siguientes equipos:  Víkingur, Valur y Stjarnan de Islandia, KSC Lokeren Oost-Vlaanderen y R.S.C. Anderlecht de Bélgica , FC Girondins de Burdeos de Francia, BK Häcken y Örebro SK de Suecia.
Su mayor hito como futbolista fue jugar la final de la Copa de la UEFA 1983-84 con el R.S.C. Anderlecht frente al Tottenham, y este último ganó en la tanda de penaltis. Arnór lanzó uno de los penaltis, que fue detenido por el entonces portero del Tottenham Tony Parks.
Una de las curiosidades de este ex-futbolista sucedió el 24 de abril de 1996 cuando, con 34 años, fue sustituido por su hijo Eiður, con 17, en un partido ante Estonia.
- Datos: Q557163
- Multimedia: Arnór Guðjohnsen / Q557163